# Глоријета (Њу Мексико)
Глоријета (енгл. Glorieta) насељено је место без административног статуса у америчкој савезној држави Њу Мексико.

## Демографија
По попису из 2010. године број становника је 430, што је 429 (-49,9%) становника мање него 2000. године.
| Група             | 2000.       | 2010.       |
| Белци             | 348 (40,5%) | 219 (50,9%) |
| Афроамериканци    | 2 (0,2%)    | 2 (0,5%)    |
| Азијати           | 2 (0,2%)    | 0 (0,0%)    |
| Хиспаноамериканци | 481 (56,0%) | 204 (47,4%) |
| Укупно            | 859         | 430         |